# 帕拉穆塞

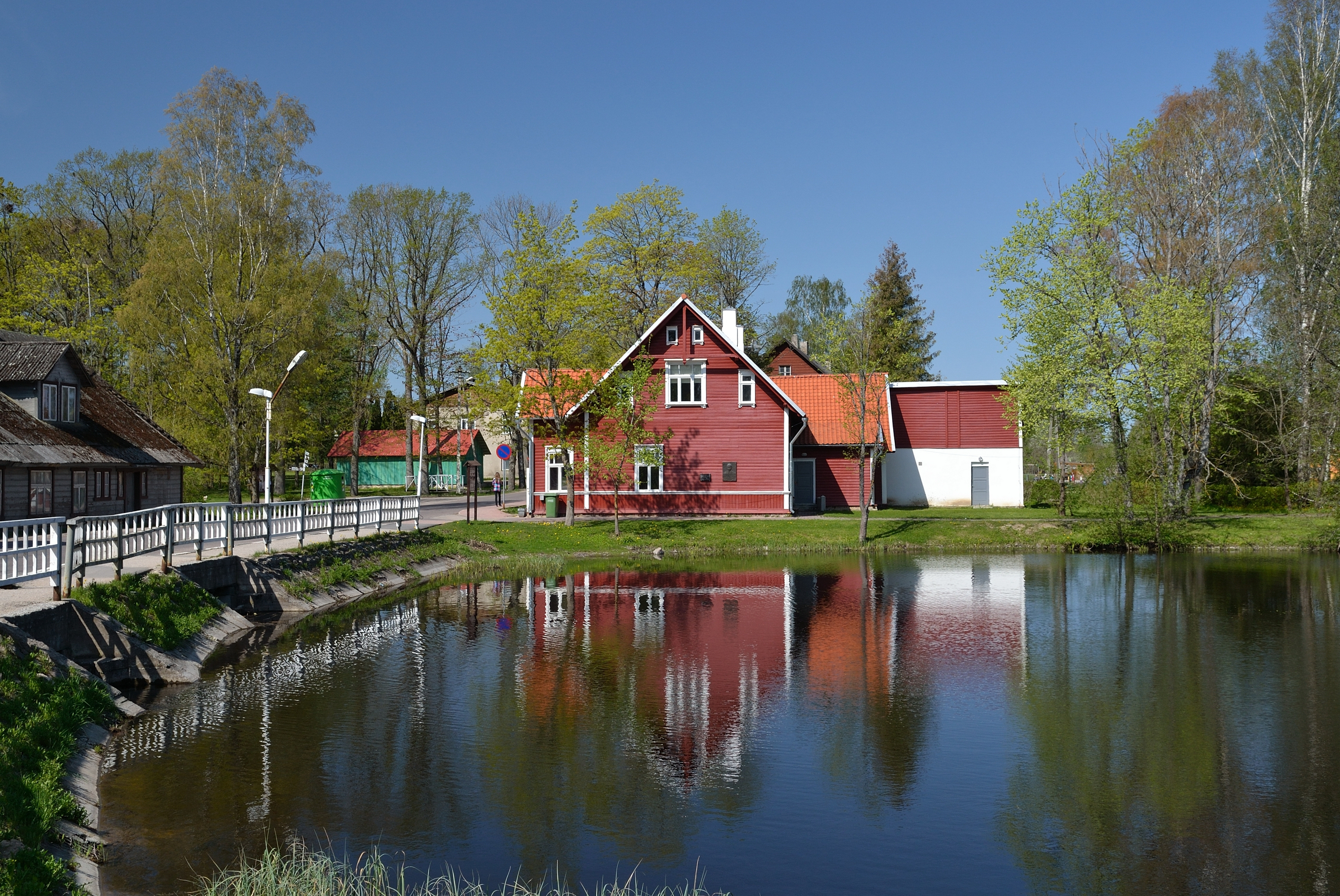

帕拉穆塞，是愛沙尼亞約格瓦縣约格瓦市镇内的小鎮，位於該國東部，曾是原帕拉穆塞市镇的行政中心，處於約格瓦東南面約12公里，2011年該小鎮人口472。
58°41′05″N 26°35′03″E / 58.68472°N 26.58417°E